# Albania na Mistrzostwach Świata w Lekkoatletyce 2017
Albania na Mistrzostwach Świata w Lekkoatletyce 2017 – reprezentacja Albanii podczas mistrzostw świata w Londynie liczyła 1 zawodniczkę, która nie zdobyła medalu.

## Skład reprezentacji
Kobiety
| Zawodniczka | Konkurencja                        | Eliminacje | Eliminacje | Finał | Finał   |
| Zawodniczka | Konkurencja                        | Wynik      | Pozycja    | Wynik | Pozycja |
| ----------- | ---------------------------------- | ---------- | ---------- | ----- | ------- |
| Luiza Gega  | Bieg na 3000 metrów z przeszkodami | DNS        | DNS        | NQ    | NQ      |